# Sphaerostephanos rudis
Sphaerostephanos rudis är en kärrbräkenväxtart som först beskrevs av Henry Nicholas Ridley, och fick sitt nu gällande namn av Holtt. Sphaerostephanos rudis ingår i släktet Sphaerostephanos och familjen Thelypteridaceae. Utöver nominatformen finns också underarten S. r. micans.